# 七原彩
七原 彩（ななはら あや、1985年7月7日 - ）は日本の元お菓子系アイドル、元AV女優。

## 略歴
スカウトされて芸能界入りし、グラビアアイドルとしてデビュー。ベッピンスクールなどのお菓子系グラビアに主に出演。処女であることを宣言し、それを売りに清純派アイドルとして活動していた。
アダルトビデオに出演するまでの異性経験はキスまでしかなく、2004年12月にMOODYZより『処女喪失』でAVデビューした。なお同年夏にはパラダイステレビの処女喪失シリーズ番組に出演していたが、このときには結局何もしないまま番組が終了した。

## リリース作品

### デジタル写真集
- スクール水着でしよっ!　あや（イースト・プレス）
- 七原彩  「かわいい妹　制服デート　あや」（イースト・プレス）
- ブルマ娘。いけない帰り道　あや（イースト・プレス）
- ロリパラりみっくす　あや（イースト・プレス）

### アダルトビデオ
- 突撃!!素人ストリートナンパ!!DASH!! 35 山手沿線編2（2004年6月25日、グローリークエスト）
- 街角素人娘 ハメちゃうのは誰だ!! VOL.7（2004年7月8日、ヒビノ）
- 処女喪失 七原彩（2004年12月15日、MOODYZ）[3]
- 処女、その後。七原彩（2005年1月15日、MOODYZ）[3]
- ウブ少女 七原彩（2005年3月1日、MOODYZ）[3]
- 処女喪失Collection（2006年1月13日、MOODYZ）他出演:藤谷ペコ、雨木夕紀、小室麗子
- MOODYZコスプレコレクション ブルマが好きでたまらない!50人以上4時間（2009年10月13日、MOODYZ）
- 処女喪失 初めてのSEX BEST8時間（2010年3月13日、MOODYZ）他14名出演
- 痛がる少女を抑え付けてチ●ポで処女膜を突き破れ!!処女喪失の瞬間4時間（2011年9月1日、MOODYZ）他22名出演
- 純真 処女喪失31人16時間（2012年1月19日、ROOKIE）他30名出演
- 1年365通りの日替わりフェラチオ 16時間（2012年5月1日、MOODYZ）他多数出演